# Manic Nirvana
Manic Nirvana je páté studiové album anglického zpěváka Roberta Planta. Vydáno bylo v březnu 1990 společností Es Paranza a jeho producenty byli spolu s Plantem Phil Johnstone a Spike Stent. Hlavní singl z alba „Big Love“ se umístil na 35. příčce hitparády Hot Mainstream Rock Tracks. Následující singl „Hurting Kind (I've Got My Eyes on You)“ se dostal až na první. Samotné album se umístilo na třinácté příčce žebříčku Billboard 200. V roce 2007 vyšlo album v remasterované verzi.

## Seznam skladeb
1. „Hurting Kind (I've Got My Eyes on You)“ (Robert Plant, Charlie Jones, Chris Blackwell, Doug Boyle, Phil Johnstone) – 4:04
2. „Big Love“ (Plant, Blackwell, Johnstone) – 4:24
3. „S S S & Q“ (Plant, Jones, Blackwell, Boyle, Johnstone) – 4:38
4. „I Cried“ (Plant, Johnstone) – 4:59
5. „She Said“ (Plant, Jones, Blackwell, Boyle, Johnstone) – 5:10
6. „Nirvana“ (Plant, Jones, Boyle) – 4:36
7. „Tie Dye on the Highway“ (Plant, Blackwell) – 5:15
8. „Your Ma Said You Cried in Your Sleep Last Night“ (Mel Glazer, Stephen Schlaks) – 4:36
9. „Anniversary“ (Plant, Johnstone) – 5:02
10. „Liars Dance“ (Plant, Boyle) – 2:40
11. „Watching You“ (Plant, Blackwell, Johnstone) – 4:19

## Obsazení
- Robert Plant – zpěv
- Robert Stride – zpěv
- Laila Cohen – zpěv
- Micky Groome – zpěv
- Carolyn Harding – zpěv
- Jerry Wayne – zpěv
- Siddi Makain Mushkin – zpěv
- Chris Blackwell – kytara, bicí
- Doug Boyle – kytara
- Phil Johnstone – kytara, klávesy
- Charlie Jones – baskytara